# 福井県道・滋賀県道23号小浜朽木高島線
福井県道・滋賀県道23号小浜朽木高島線（ふくいけんどう・しがけんどう23ごう おばまくつきたかしません）は、福井県小浜市から滋賀県高島市に至る主要地方道（福井県道・滋賀県道）である。

## 概要
福井県小浜市東市場交点を起点に滋賀県高島市鴨に至る。
県境の小浜市池河内 - 高島市朽木中小屋間は途切れているため、通行不可能。

### 路線データ
- 起点：福井県小浜市東市場（国道27号交点）
- 終点：滋賀県高島市鴨（国道161号交点）

## 歴史
- 1971年（昭和46年）6月26日 - 建設省（現・国土交通省）が主要地方道に指定。
- 1972年（昭和47年）3月21日 - 滋賀県が主要地方道347号小浜朽木高島線を路線認定。
- 1990年（平成2年）9月17日 - 滋賀県が整理番号を347から福井県に合わせ23へ変更。
- 1993年（平成5年）5月11日 - 建設省から、主要県道小浜朽木高島線が小浜朽木高島線として主要地方道に再指定される[1]。
- 1994年（平成6年）4月1日 - 福井県が県道の整理番号を再編。本路線については従来通り23号となった。この再編で整理番号が従来通り変更されなかった福井県道のは他に小浜綾部線（1号）のみ。

## 路線状況

### バイパス
- 五番領交点 - 南市交点（本町通）

### 重複区間
- 国道367号（高島市朽木市場 地内）

## 地理

### 通過する自治体
- 福井県小浜市
- 滋賀県高島市

### 交差する道路
- 国道27号（小浜市東市場・東市場交差点、起点）
- 若狭西部広域農道（若狭西街道）（小浜市上野）
- 滋賀県道781号麻生古屋梅ノ木線（高島市朽木麻生）
- 国道367号 鯖街道（高島市朽木市場）
- 国道367号 鯖街道（高島市朽木市場）
- 滋賀県道293号中野新旭線（高島市安曇川町中野）
- 滋賀県道298号常磐木音羽線（高島市安曇川町常磐木）
- 滋賀県道294号五番領安井川線（高島市安曇川町五番領）
- 滋賀県道297号安曇川高島線（高島市安曇川町五番領）
- 滋賀県道295号市場野田鴨線（高島市鴨）
- 滋賀県道558号高島大津線（高島市鴨）
- 国道161号（終点）

### 沿線にある施設など
- 小浜市立松永小学校
- 明通寺
- 三番の滝
- 朽木渓谷家族キャンプ村
- 朽木郵便局
- 朽木ゴルフ倶楽部
- 朽木渓谷
- 健康の森運動公園
- 安曇川学園中央幼稚園
- 高島市立安曇川中学校、安曇小学校
- 高島市役所安曇川支所
- 西日本旅客鉄道（JR西日本）湖西線 安曇川駅
- 鴨稲荷山古墳
- 高島市立歴史民俗資料館